# Cyclogramma auriculata
Cyclogramma auriculata är en kärrbräkenväxtart som först beskrevs av John Smith, och fick sitt nu gällande namn av Ren-Chang Ching. Cyclogramma auriculata ingår i släktet Cyclogramma och familjen Thelypteridaceae. Inga underarter finns listade.